# Centre national des ponts de secours
Pour les articles homonymes, voir CNPS.
 (mars 2016).
 (mars 2016).
Le Centre national des ponts de secours (CNPS), créé en France le 23 janvier 1978, est un service technique central du ministère de l'Environnement, de l'Énergie et de la Mer, placé sous la tutelle de la Direction générale des infrastructures, des transports et de la mer (DGITM).

## Situation
Le siège du CNPS se situe à Verneuil-l'Étang (Seine-et-Marne). Le dépôt principal est à Chaumes-en-Brie (Seine-et-Marne). Un dépôt secondaire est installé à Châteauneuf-sur-Isère (Drôme). Il est intégré au Centre d'études et d'expertise sur les risques, l'environnement, la mobilité et l'aménagement (CEREMA) depuis le 1er janvier 2021.

## Fonctions
Il gère des milliers de tonnes de matériels de ponts modulaires (tabliers, piles, caissons flottants…) hérités des ponts Bailey utilisés pendant et après la Seconde Guerre mondiale ou des autoponts des années 1970.
Le CNPS peut déployer ce matériel en urgence pour remplacer des ponts hors de service ou pour des utilisations temporaires (essentiellement pour des chantiers). Le CNPS peut intervenir en France ou à l'étranger.